# Liselotte Kuntner

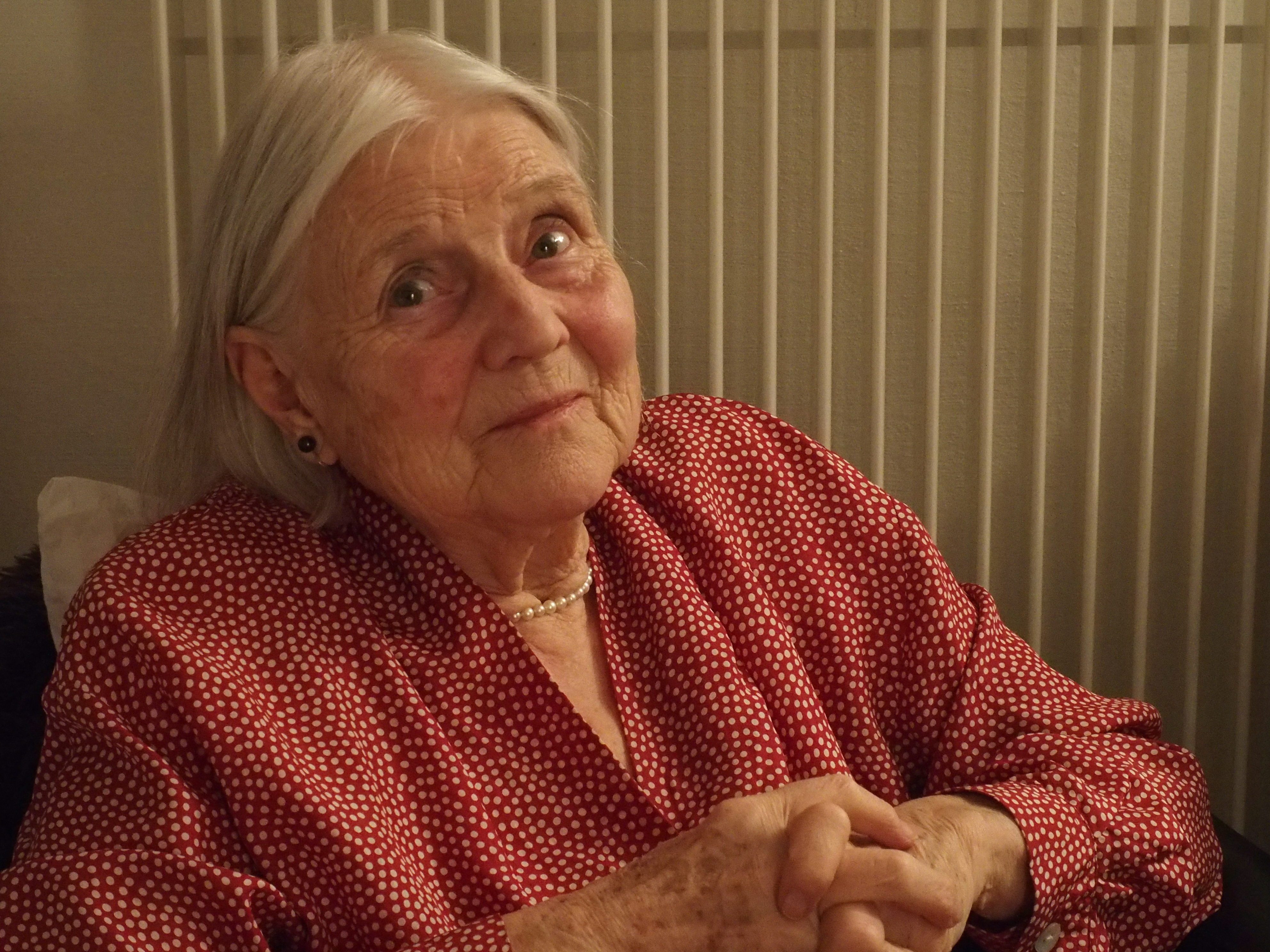

Liselotte Kuntner (* 18. Februar 1935; † 20. Dezember 2021) war eine diplomierte Physiotherapeutin und Ethnologin.

## Leben und Forschung

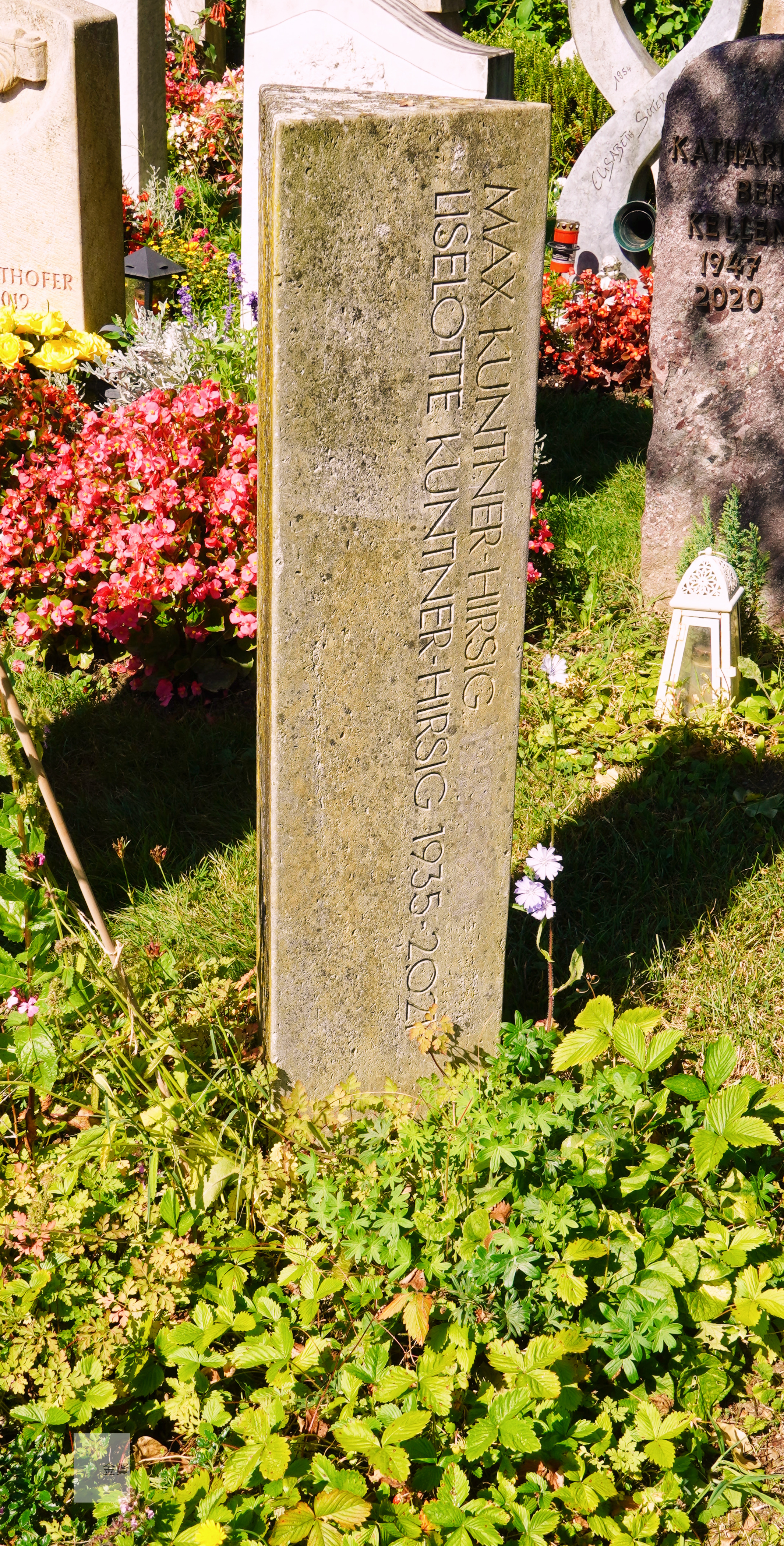
Grab von Liselotte Kuntner-Hirsig auf dem Friedhof Kirchberg in Küttigen

Kuntner arbeitete nach ihrer Ausbildung in verschiedenen Kliniken auf dem Gebiet der Geburtshilfe und Physiotherapie und führte während 20 Jahren eine eigene Praxis. Ab den 1970er Jahren beschäftigt sie sich intensiv mit dem Thema Gebärhaltung und publizierte in verschiedenen Fachzeitschriften. Ab 1983 Besuch von Vorlesungen und Seminaren über Ethnomedizin an der Universität Zürich bei Verena Kücholl-Münzenmaier und Lorenz Löffler und in Heidelberg am Institut für Tropenhygiene bei Dorothea Sich. 
Bekannt wurde sie durch ihr 1985 erschienenes Buch Die Gebärhaltung der Frau. Schwangerschaft und Geburt aus geschichtlicher, völkerkundlicher und medizinischer Sicht (München, Marseille Verlag) und weitere Veröffentlichungen zur kulturvergleichenden Geburtshilfe. Zu diesem Zweck unternahm sie zahlreiche Forschungs- und Studienreisen: Sri Lanka 1980, China 1986, Nicaragua 1990, Kamerun 1992. In ausgedehnten Zeiträumen vor Ort beobachtete und dokumentierte sie systematisch das Gebärverhalten der jeweiligen Frauen unter natürlichen Bedingungen und in realen Situationen.
"Der kritische Blick auf die vorherrschenden, unphysiologischen, Verletzung fördernden Rückenlagegeburten in Europa und Nordamerika, wurden zur Ausgangsbasis ihrer wissenschaftlichen Studien. Anhand wissenschaftlicher Daten belegte Liselotte Kuntner, dass im Gegensatz zu vertikalen, geburtsfördernden Positionen – wie sie in stehenden, hängenden, sitzenden oder kauernden Stellungen möglich werden -, bei einer Geburt in Rückenlage funktionelle, neurologische und sensomotorische Vorgänge nur äußerst beschränkt kontrolliert und aktiv gesteuert werden können. Ein wesentliches Ergebnis ihrer Forschungen war die Erfahrung, dass die Mobilität der Frau im Verlauf der Eröffnungswehen nicht eingeschränkt werden darf. Bei ihren Feldstudien registrierte Liselotte Kuntner im Verlauf der Eröffnungswehen ein Umhergehen und sich Bewegen als ursprünglichen Impuls. Zur gleichen Zeit war es hierzulande überall üblich, nach Ankunft im Kreißsaal im Bett zu liegen und möglichst entspannt die Eröffnungswehen zu „überatmen“."
1987 entwickelt Liselotte Kuntner zusammen mit Hebammen den Gebärhocker Maia. Damit überführte sie ihr Wissen und ihre Erfahrung konsequent in die Praxis weiter mit dem klaren Fokus auf die Gebärenden und ihre Bedürfnisse. 
Von 1989 bis 1999 war sie Lehrbeauftragte am ethnologischen Seminar der Universität Zürich. In diese Zeit fallen auch viele Workshops und Vorträge an Kliniken und Schulen im In- und Ausland zu den Themen Gebärhaltung, Geburt und Mutterschaft im Kulturvergleich und Frauengesundheit.
Als Kuratorin war sie an verschiedenen Ausstellungen zum Thema Mutterschaft und Geburt beteiligt, bei welchen auch Objekte und Fotos aus ihren Feldforschungen gezeigt wurde.
Von 1992 bis 2007 lehrte sie an der Fachhochschule für Physiotherapie Aargau Geschichte der Physiotherapie und Ethnomedizin.
Ab 2002 arbeitet Kuntner im Projekt Feminasana der CARITAS Aargau und teilt ihr Expertinnenwissen in den Geburtskursen für Migrantinnen.
Sie lebte mit ihrer Familie in Küttigen in der Schweiz. Nach ihrem Tod wurde ihr Nachlass in das Archiv für Medizingeschichte der Universität Zürich übergeben, wo er zu Forschungszwecken verfügbar ist. Sie wurde auf dem Friedhof Kirchberg in Küttigen beigesetzt.
Wulf Schiefenhövel bezeichnete sie anlässlich ihres siebzigsten Geburtstages als „eine der Protagonistinnen der Vertikalen als der natürlichen Gebärhaltung und hat mit dem von ihr maßgeblich entwickelten Maia-Geburtshocker die Praxis in unseren Kliniken und Gebärhäusern mitgestaltet“.

## Ehrungen
Ab dem 17. Oktober 2005 war sie Ehrenmitglied der Arbeitsgemeinschaft Ethnomedizin e.V.

## Veröffentlichungen
- Die Gebärhaltung der Frau. Schwangerschaft und Geburt aus geschichtlicher, völkerkundlicher und medizinischer Sicht. ISBN 3-88616-062-9. Neuauflage im Magas Verlag, Bonn, 2022, ISBN 978-3-949537-02-8
- Neue Erkenntnisse und Ansichten über die Gebärhaltung. Der Gebärhocker Maia. ISBN 3-88616-046-7.
- Geburtshilfe ausserhalb des Krankenhauses in traditionellen Gesellschaften. ISBN 3-86135-592-2.
- Mit Ines Albrecht-Engel, Christine Loytved und Christine Gottschalk-Betschkus: In Wellen zur Geburt. Das traditionelle Wissen über Schwangerschaft und Geburt. ISBN 3-930706-12-1.
- Arbeitsgemeinschaft Ethnomedizin e.V.: Ergänzungen zu „Aufzeichnungen über die Gebärhaltung der Frau“ (PDF; 109 kB).
- Arbeitsgemeinschaft Ethnomedizin e.V.: Zum Umgang mit der Nachgeburt-Plazentabestattung im Kulturvergleich (PDF; 7,1 MB).